# Chalcides montanus
Espèce
Synonymes
- Chalcides ocellatus montanus Werner, 1931

Statut de conservation UICN

 NT  : Quasi menacé
Chalcides montanus est une espèce de sauriens de la famille des Scincidae.

## Répartition
Cette espèce est endémique du Maroc. Elle se rencontre dans le Haut Atlas.

## Étymologie
Le nom spécifique montanus vient du latin montanus, se rapportant aux montagnes, en référence à la répartition de ce saurien.

## Publication originale
- Werner, 1931 : Ergebnisse einer zoologischen Forschungsreise nach Marokko. III. Unternommen 1930 mit Unterstützung der Akademie der Wissenschaften in Wien von Franz Werner und Richard Ebner. III. Amphibien und Reptilien. Sitzungsberichte der Österreichischen Akademie der Wissenschaften. Mathematisch Naturwissenschaftliche Klasse, vol. 140, p. 272-318.